# Santos Escobar
 (août 2021).
Jorge Luis Alcantar Bolly (né le 30 avril 1984 à Acapulco) est un catcheur (lutteur professionnel) mexicain. Il travaille actuellement à la World Wrestling Entertainment, dans la division SmackDown, sous le nom de Santos Escobar.
Il est le fils du catcheur masqué El Fantasma et commence sa carrière en 2003. Il rejoint le Consejo Mundial de Lucha Libre (CMLL) en 2008 et y remporte le championnat du monde des Trios du CMLL à deux reprises avec Héctor Garza et La Máscara, et le championnat des poids moyen. Par la suite, il travaille dans plusieurs fédérations.

## Jeunesse

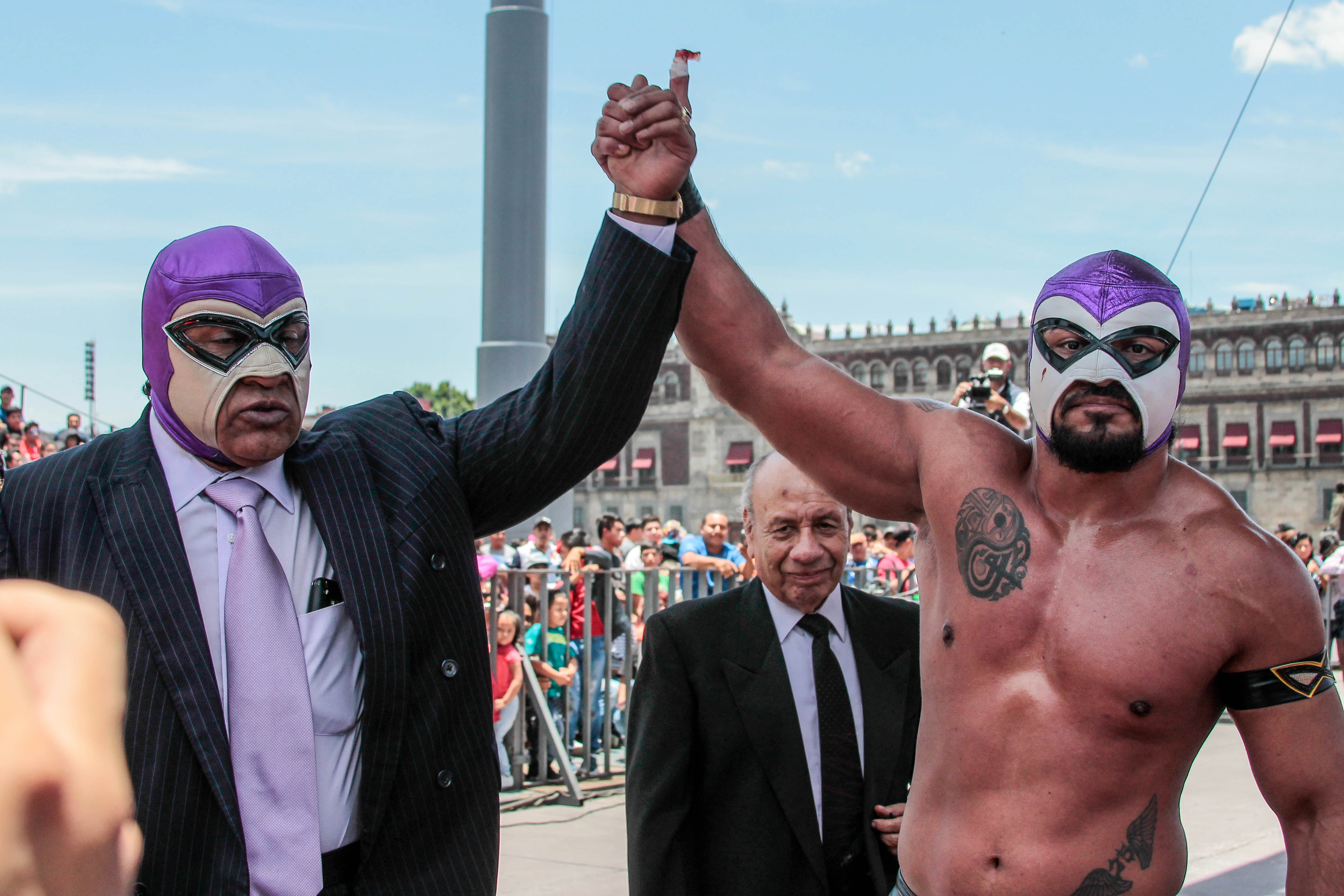
El Fantasma célébrant la victoire de son fils El Hijo del Fantasma en 2018.

Jorge Luis Alcantar Bolly est le fils de Juan José Hernández Ornelas qui est un catcheur masqué connu sous le nom d'El Fantasma. Son père est le président de la Comisión de Box y Lucha del DF qui régule les compétitions de sports de combat et de catch à Mexico.

## Carrière de catcheur

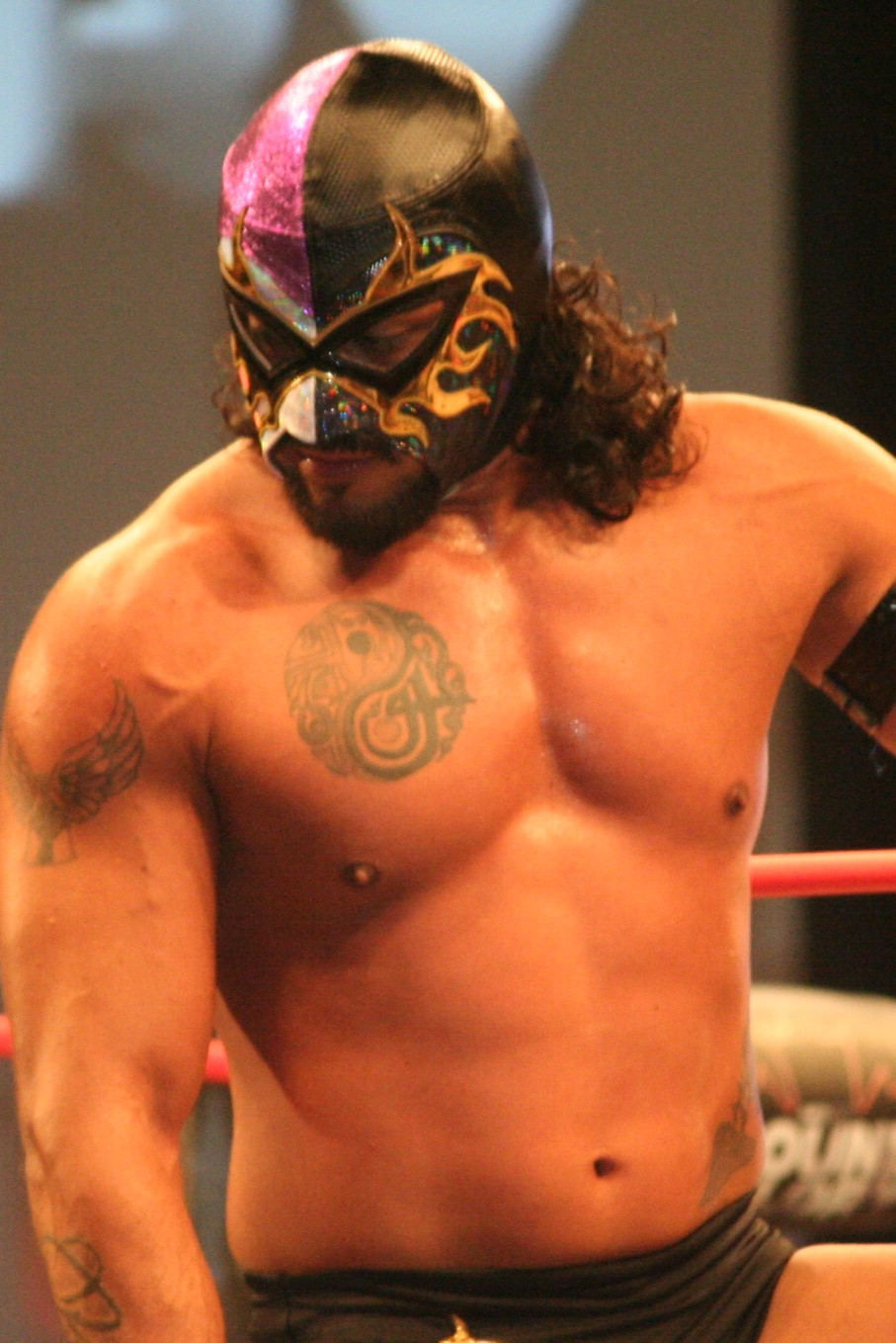
El Hijo de Fantasma au Bound for Glory en novembre 2017.

### Débuts (2003-2008)
Alcantar Bolly commence sa carrière de catcheur sous le nom d'El Hijo del Fantasma le 14 décembre 2003. Ce jour-là, il fait équipe avec El Fantasma et El Fantasma Jr. qui est son cousin et battent Los Oficiales (Guardia, Oficial et El Vigilante).

### Consejo Mundial de Lucha Libre (2008-2013)
Le 21 juillet 2009, il bat Averno et remporte le CMLL World Middleweight Championship et après le match il est félicité par Averno et célèbre sa victoire avec ce dernier. Le 14 février 2010, il perd le titre contre Negro Casas.
Le 7 mai 2010, ils perdent les CMLL World Trios Championship contre La Ola Amarilla (Hiroshi Tanahashi, Okumura et Taichi) à cause de la trahison d'Héctor Garza qui attaquent ses deux coéquipiers durant le match.

### Asistencia Asesoría y Administración (2013-2019)
Lors de Guerra de Titanes, ses partenaires d'El Consejo, Silver King et El Texano Jr., et lui perdent contre Los Psycho Circus (Monster Clown, Murder Clown et Psycho Clown) et ne remportent pas les AAA World Trios Championship. Lors de Triplemanía XXII, il bat Daga, Fénix, Angélico, Australian Suicide, Bengala, Drago, Jack Evans, Joe Líder et Pentagón Jr. dans un match à dix par élimination pour unifier le AAA Fusión Championship et le championnat poids lourds de l'AAA,. Lors de Rey de Reyes 2015, il conserve son titre contre Fénix. Lors de Triplemanía XXIII, El Texano Jr., Pentagón Jr. et lui perdent contre Los Hell Brothers (Averno, Chessman et Cibernético) dans un match en cage par équipe à trois qui comprenend également Fénix et Los Güeros del Cielo (Angélico et Jack Evans) et ne remportent pas les AAA World Trios Championship. Le 20 septembre, 2015, il devient le nouveau leader de La Sociedad. Lors de Triplemanía XXIV, Garza, Jr. et lui perdent contre Aero Star et Drago dans un match à quatre qui comprend également Los Güeros del Cielo (Angélico et Jack Evans) et Paul London et Matt Cross et ne remportent pas les championnats par équipe de la AAA. Lors de Rey de Reyes 2017, il perd le AAA World Cruiserweight Championship contre Johnny Mundo dans un match à trois qui comprenaient également El Texano Jr. où le AAA Latin American Championship et le AAA Mega Championship étaient également en jeu.
Le 20 mars 2019, Fantasma annonce son départ de la AAA via son compte Twitter, son contrat étant expiré.

### Lucha Underground (2014–2019)
Le 4 février 2015, il attaque Johnny Mundo, commençant une rivalité entre les deux. Le 11 mars 2015, Mundo et Cuerno s'affrontent dans un Steel Cage match, qui est remporté par Mundo. Le 14 novembre, il bat Fénix et remporte le Gift of the Gods Championship. Le 21 novembre, il perd le titre Gift of the Gods contre Fénix.
Le 1er août 2018, il gagne avec Cage contre Pentagón Dark au cours d'un 2-on-1 Handicap match et commence une rivalité,,,.

### Impact Wrestling (2017-2018)
Il fait ses débuts à la fédération lors de Slammiversary XV, où lui et Drago perdent contre The Latin American Xchange (Ortiz et Santana) dans un Four-way lucha rules unification match qui comprend également Naomichi Marufuji et Taiji Ishimori et Laredo Kid et Garza, Jr. et ne remportent pas les Impact World Tag Team Championship et les GFW Tag Team Championship.
Le 22 avril à Redemption, il perd un six-pack challenge contre Brian Cage impliquant également Trevor Lee, Dezmond Xavier,Taiji Ishimori et DJZ. Le 14 juin à Impact, il bat Jake Crist, après le match il est attaqué par ce dernier ainsi que par les autres membres de oVe, il est cependant secouru par Pentagón Jr.. Le 21 juin à Impact, il gagne avec Pentagón Jr. contre Jake et Dave Crist, après le match Pentagon est attaqué par Sami Callihan et les frères Crist mais il est sauvé par Fantasma.

### World Wrestling Entertainment (2019-...)
Le 14 août 2019, il signe un contrat avec la WWE.[réf. nécessaire]

#### Débuts àNXT, Legado Del Fantasma et Champion Cruiserweight de laNXT(2020-2022)
Le 22 avril 2020 à NXT, il fait ses débuts dans la brand jaune, en tant que Face, sous le nom d'El Hijo Del Fantasma, en battant Gentleman Jack Gallagher dans un match du tournoi pour le titre Cruiserweight de la NXT. Le 3 juin à NXT, il devient champion Cruiserweight de la NXT par intérim en battant Drake Maverick en finale du tournoi. La semaine suivante à NXT, il conserve son titre en battant son même adversaire. Après le combat, il effectue un Heel Turn en attaquant son opposant, avec l'aide de Raul Mendoza et Joaquim Wilde, change d'identité pour Santos Escobar et créé officiellement le clan Legado del Fantasma.  
Le 4 octobre à NXT TakeOver: 31, il conserve son titre en battant Isaiah "Swerve" Scott. 
Le 7 avril 2021 à NXT TakeOver: Stand & Deliver, il devient officiellement champion Cruiserweight de la NXT en battant Jordan Devlin dans un Ladder match, remportant le titre pour la première fois de sa carrière et son premier titre personnel. Le 13 avril à NXT, il perd face à Kushida, ne conservant pas son titre et mettant fin à un règne de 314 jours. Le 13 juin à NXT TakeOver: In Your House, ses partenaires et lui ne remportent pas les titres par équipe et le titre Nord-Américain de la NXT, battus par MSK et Bronson Reed dans un 6-Man Tag Team Winner Takes All match.
Le 24 août à NXT, les trois hommes battent Hit Row (Isaiah "Swerve" Scott, Ashante Adonis et Top Dolla) dans un 6-Man Tag Team match, aidés par Elektra Lopez qui attaque B-Fab et lance le bâton sur le premier adversaire. Après le combat, elle célèbre avec ses trois nouveaux compères et rejoint officiellement le clan.
Le 2 avril 2022 à NXT TakeOver: Stand & Deliver, il ne remporte pas le titre Nord-Américain de la NXT, battu par Cameron Grimes dans un Fatal 5-Way Ladder match, qui inclut également Carmelo Hayes, Grayson Waller et Solo Sikoa. Le 4 juin à NXT TakeOver: In Your House, les trois hommes perdent face à The D'Angelo Family (Tony D'Angelo, Channing "Stacks" Lorenzo et Troy "Two Dimes" Donovan) dans un 6-Man Tag Team match, dont l'enjeu est le contrôle de l'équipe gagnante sur l'équipe adverse.

#### SmackDown(2022-...)
Le 7 octobre à SmackDown, le clan fait ses débuts dans le show bleu, en compagnie de leur nouvelle partenaire Zelina Vega, en attaquant Hit Row. Le 2 décembre à SmackDown, il ne remporte pas la Coupe du monde du show bleu, battu par Ricochet en finale du tournoi, et ne devient pas aspirant n°1 au titre Intercontinental de la WWE.
Le 28 janvier 2023 au Royal Rumble, il entre dans son premier Royal Rumble match masculin en 10e position, mais se fait éliminer par Brock Lesnar. Le 24 février à SmackDown, il effectue un Face Turn en se montrant respectueux vis-à-vis de Rey Mysterio, car le luchador lui a offert un de ses masques la semaine passée, jusqu'à ce que Dominik Mysterio et Rhea Ripley interrompent les deux hommes.
Le 1er juillet à Money in the Bank, il ne remporte pas la mallette, gagnée par Damian Priest. Le 5 août à SummerSlam, il ne remporte pas la Slim Jim SummerSlam 25-Man Battle Royal, gagnée par LA Knight.
Le 7 octobre à Fastlane, Carlito, Rey Mysterio et lui battent Bobby Lashley et les Street Profits dans un 6-Man Tag Team match. Le 10 novembre à SmackDown, Carlito l'accuse d'être responsable de la perte du titre des États-Unis de Rey Mysterio face à Logan Paul à Crown Jewel. Un peu plus tard après la défaite de son accusateur, il effectue un Heel Turn en attaquant ses deux ex-compères du clan et s'exclut lui-même du groupe. Le 25 novembre aux Survivor Series: WarGames, il bat Dragon Lee.
Le 6 avril 2024 à WrestleMania XL, Dominik Mysterio et lui perdent face à Rey Mysterio et Andrade.

## Palmarès
- Asistencia Asesoría y Administración
  - 1 fois AAA Fusión Championship
  - 1 fois AAA Latin American Championship
  - 1 fois AAA World Cruiserweight Championship
  - Copa Antonio Peña (2017)
- Consejo Mundial de Lucha Libre
  - 2 fois CMLL World Trios Championship avec Héctor Garza et La Máscara[48]
  - 1 fois CMLL World Middleweight Championship
  - 1 fois Distrito Federal Light Heavyweight Championship
  - Torneo Generación 75
  - CMLL Trio of the year: 2009 avec Héctor Garza et La Máscara[49]
- Lucha Underground
  - 1 fois Gift of the Gods Championship
- World Wrestling Entertainment
  - 1 fois NXT Cruiserweight Championship
  - NXT Cruiserweight Championship Tournament (2020)
- Pro Wrestling Illustrated
  - Classé 63e en 2015[50]
- Toryumon Mexico
  - Yamaha Cup (2010) avec Angélico
- Autres Titres
  - 1 fois AWC Middleweight Championship

### Résultats des matchs à enjeu (Luchas de apuestas)
| # | Vainqueur (enjeu)                                                | Perdant (enjeu)                      | Date              | Lieu                 | Notes                               |
| - | ---------------------------------------------------------------- | ------------------------------------ | ----------------- | -------------------- | ----------------------------------- |
| 1 | El Hijo del Fantasma et El Gallo (masque)                        | Máscara Mágica et Malefico (cheveux) | 28 septembre 2008 | Guadalajara, Jalisco | Au cours d'un Live event de la CMLL |
| 2 | El Hijo del Fantasma (masque)                                    | El Texano Jr. (cheveux)              | 4 mars 2018       | Mexico               | Au cours de Rey de Reyes 2018       |
| 3 | Psycho Clown (masque), L.A Park (masque) et Pentagón Jr.(masque) | El Hijo del Fantasma (masque)        | 25 août 2018      | Mexico               | Au cours de Triplemania XXVI        |

## Récompenses des magazines
Pro Wrestling Illustrated
| Année | 2015 | 2016 | 2017 | 2018 | 2019 | 2020 | 2021 | 2022 | 2023 | 2024 |
| ----- | ---- | ---- | ---- | ---- | ---- | ---- | ---- | ---- | ---- | ---- |
| Rang  | 63   | 185  | 190  | 156  | 352  | 369  | 81   | 137  | 140  | 72   |